# Прозаична Еда
Прозаичната Еда, позната още като Младата Еда, Едата на Снуре (исландски: Snorra-Edda) или просто Еда, е исландска колекция от четири отделни части, за съставянето на които до голяма степен са използвани по-ранни скалдически истории или разкази от Поетичната Еда за скандинавската митология. Всеобщата теория е, че творбата е написана от исландския учен, благородник и историк Снуре Стурлусон през около 1220 г.
Прозаичната Еда започва с пролог, последван от три отделни книги: Гюлфагининг (състояща се от около 20 хил. думи), Скалдскапармал (от около 50 хил. думи) и Хататал (от около 20 хил. думи). Причината за написването на колекцията е да спомогне исландските поети и читатели да разберат тънкостите в разнообразните стихотворни форми и да схванат значението на многото кенинги, използвани в скалдическата поезия.
Прозаичната Еда традиционно е назована просто Еда, но впоследствие е наречена прозаична, за да се отличава от Поетичната Еда – колекция от анонимна поезия от ранните традиционни източници, съставена по приблизително същото време като Прозаичната Еда – XIII век в Исландия. Между тях има връзка и тя се забелязва в цитирането на поеми и части от стихове от Поетичната в Прозаичната Еда, като се използват за източници.

## Авторство
Възприетата теория, че Снуре Стурлусон е отговорен за написването на Прозаичната Еда, се базира основно върху следния параграф от откъс от „Кодекс Упсалиенсис“ (Codex Upsaliensis) – ръкопис от XIV век, съдържащ в себе си Прозаичната Еда:
| „ | Тази книга е наречена Еда. Снуре Стурлусон я написа по начина, по който е поставена тук. Тя първо разказва за асите и Имир, подир това е поетичната част заедно с поетичните имена на много неща, а най-накрая е поема, наречена „Списък със стихотворни стъпки“, която Снуре сътворява за крал Хакон и херцог Скули. | “ |

В този параграф, както и в много други първични източници, остава недоизяснено дали Снуре е автор на Хататал и съставител на останалата част, или сам е сътворил цялата Прозаична Еда. Каквато и да е истината, споменаването на Снуре в този ръкопис оказва голямо влияние върху приемането на Стурлусон за автор на Прозаичната Еда.

### Пролог
Прологът е първата част от четирите книги на Прозаичната Еда и се състои от евхемеристично християнско описание на фундаментите на скандинавската митология: нордически богове са представени като троянски войни, които напускат Троя след падането на града (произход, подобен на този, избран от Галфрид Монмутски през XII век за описване на прадедите на народите на Британските острови). Според Едата тези воини се заселват в Северна Европа, където са приети като крале от божествен произход заради висшата си култура и технология. По-късно паметни церемонии около гробовете им са издигнали култа към тях до по-високо ниво, прераствайки в религия, а те самите – в богове.

### Гюлфагининг
Гюлфагининг (нордически: измамването на Гюлфи) е книгата след пролога на Прозаичната Еда. Гюлфагининг се занимава със създаването и унищожението на света от нордическите богове, както и някои други аспекти от скандинавската митология. Книгата е написана в проза, но са използвани множество цитати на стихове, включително няколко от Поетичната Еда.

### Скалдскапармал
Скалдскапармал (нордически: езикът на поезията) е третата част от Прозаичната Еда, която се състои от диалог между Егир – бог, свързан с морето, и Браги, скалдически бог. В техния разговор се преплитат едновременно скандинавската митология и основите на поезията. Произходът на множество кенинги е даден от Браги, след което е изложен систематичен списък от кенинги за хора, места и предмети. Впоследствие Браги обсъжда поетичния език в детайлност, както и неописателни понятия. В тази част на Прозаичната Еда проличава желанието на Снуре да обясни и доближи хората до скалдическите традиции в поезията.

### Хататал
Хататал (нордически: „Списък със стихотворни стъпки“) е последната част от Прозаичната Еда. Тя е съставена и записана от Снуре Стурлусон. Като използва (в по-голямата част от творбата) свои собствени стихове, той се опитва да онагледи видовете стихотворни стъпки в нордическата поезия. Снуре използва традиционен описателен подход, систематизирайки материала. Самият той отбелязва, че „старите поети невинаги“ са следвали неговите правила.